# Пльзень-юг
Пльзень-юг (чеш. Okres Plzeň-jih) — один из 7 районов Пльзенского края Чешской Республики. Административный центр — город Пльзень (в состав района не входит). Площадь — 990,04 км²., население составляет 61 923 человека. В районе насчитывается 90 муниципалитетов, из которых 7 — города.

## География
Расположен на востоке края. Граничит с районами Пльзень-город, Пльзень-север, Клатови и Рокицани Пльзенского края; Пршибрам Среднечешского края и с южночешским Страконице.

## Города и население
Данные на 2009 год:
| Город           | Население |
| --------------- | --------- |
| Пршештице       | 7 277     |
| Добржани        | 6 096     |
| Бловице         | 4 184     |
| Непомук         | 3 855     |
| Стод            | 3 698     |
| Спалене-Поржичи | 2 671     |
| Касеёвице       | 1 360     |

Город Стари-Пльзенец является частью района Пльзень-город с 2007 года; до этого он входил в состав района Пльзень-юг.
| Всего          | Женщин           | Мужчин           |
| -------------- | ---------------- | ---------------- |
| 61 923 (100 %) | 30 402 (49,10 %) | 31 521 (50,90 %) |

Средняя плотность — 62,55 чел./км²; 47,06 % населения живёт в городах.